# Clubiona canaca
Clubiona canaca este o specie de păianjeni din genul Clubiona, familia Clubionidae, descrisă de Berland, 1930.
Este endemică în New Caledonia. Conform Catalogue of Life specia Clubiona canaca nu are subspecii cunoscute.